# Zygote Body
Zygote Body, anteriormente conocido como Google Body, es una aplicación virtual de Zygote Media Group que renderiza modelos anatómicos del cuerpo humano en 3D. Contiene muchas capas desde tejido muscular a vasos sanguíneos que pueden hacerse transparentes para permitir un mejor estudio de las distintas partes del cuerpo. La mayoría de las partes del cuerpo se pueden buscar e identificar. La aplicación presenta los cuerpos de un hombre y una mujer.

## Tecnología
El modelo humano está basado en datos del Zygote Media Group. El sitio Web utiliza JavaScript y WebGL para mostrar imágenes 3D dentro del navegador sin necesidad de instalar un plug-in.

## Historia

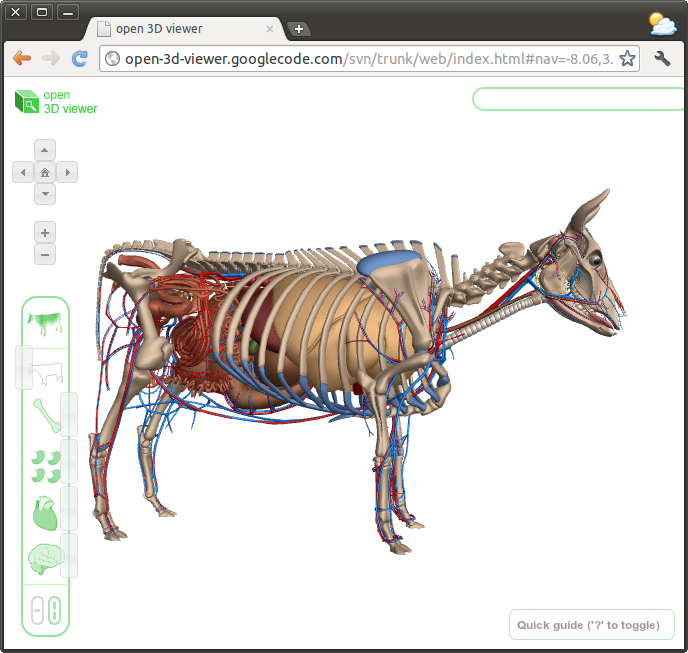
El modelo de vaca de Google ahora es parte del proyecto open-3d-viewer.

Zygote Body fue lanzado como Google Body el 15 de diciembre de 2010. En el Día de las bromas de abril de 2011, los usuarios fueron saludados con la anatomía de una vaca en la página principal. El modelo de vaca  sigue estando disponible como parte del proyecto open-3d-viewer de código abierto.
Como parte de la reducción de actividades en Google Labs, fue anunciado que Google Body sería cerrado pero seguiría siendo mantenido por Zygote como Zygote Body. El 13 de octubre de 2011 el sitio cerró. Luego, el 9 de enero de 2012 se lanzó Zygote Body basándose en código fuente (incluido el modelo de la vaca de Google) de código abierto llamado open-3d-viewer.